# Schleuse Neue Mühle
Die Schleuse Neue Mühle ist eine Schleuse in der Dahme-Wasserstraße. Sie liegt in der Stadt Königs Wusterhausen in Brandenburg. Für die Schleuse Neue Mühle ist der Außenbezirk Kummersdorf des Wasserstraßen- und Schifffahrtsamtes Spree-Havel zuständig.

## Geschichte
Die Wasserstraßen in der Mark Brandenburg waren bereits spätestens im Mittelalter bedeutende Transportwege für Massengüter. Beginnend mit der Anlage von Mühlenstauen kam es zum Konflikt zwischen der Flussschifffahrt, für die die Flüsse Verkehrswege waren und den Interessen der Mühlenbetreiber, die die Wasserkraft nutzten. So wurde im Jahr 1696 beziehungsweise spätestens 1739 eine erste Schleuse im Bereich der Neuen Mühle gebaut. Deren Wände flankieren noch heute eine Bootsschleppe, welche jedoch nicht mehr in Betrieb ist.
Im Jahr 1812 wurde die alte Holzkonstruktion der Schleuse durch einen Massivbau ersetzt. Aufgrund zunehmenden Verschleißes wurde bereits 1868 unmittelbar neben der alten eine neue Kammerschleuse errichtet. Über das untere Schleusentor wurde eine Zugbrücke errichtet, welche höheren Schiffen die Durchfahrt durch die Schleuse ermöglicht.

## Bauwerk
Die Schleuse Neue Mühle liegt am Kilometer 9,5 der Dahme-Wasserstraße. Die nutzbare Länge der Schleusenkammer beträgt 38,93 Meter. Die Kammerbreite liegt bei 5,33 Meter und die Fallhöhe, die mit jedem Schleusengang überwunden wird, beträgt 1,50 Meter. Die Häupter der Schleuse sind beidseits mit Stemmtoren ausgestattet.